# 霍布森 (蘭道夫縣)
霍布森（英語：Hobson）是一個位於美國阿拉巴馬州蘭道夫縣的非建制地區。該地的面積和人口皆未知。

## 地理
霍布森的座標為33°16′50″N 85°24′27″W / 33.28056°N 85.40750°W，而該地的平均海拔高度為335米（即1099英尺）。